# Metamorphosis (Hilary Duff album)
Metamorphosis är ett musikalbum med Hilary Duff från 2003. Det är Duffs andra studioalbum.

## Låtlista
1. So Yesterday (Lauren Christy, Scott Spock, Graham Edwards och Charlie Midnight) - 3:35
2. Come Clean (Kara DioGuardi och John Shanks) - 3:34
3. Workin' It Out (Midnight, C. Pettus och M. Swersky) - 3:16
4. Little Voice (DioGuardi och P. Berger) - 3:03
5. Where Did I Go Right? (Christy, Spock, Edwards och Midnight) - 3:51
6. Anywhere But Here (Jim Marr, Wendy Page och Bennett) - 3:32
7. The Math (Christy, Spock, Edwards och Midnight) - 3:19
8. Love Just Is (Marr, Page och Midnight) - 4:02
9. Sweet Sixteen (Haylie Duff och Toran Caudell) - 3:09
10. Party Up (Meredith Brooks, T. Rhodes och A. George) - 3:51
11. Metamorphosis (Hilary Duff, Midnight, Bennett och Andre Recke) - 3:29
12. Inner Strength (Haylie Duff) - 1:34
13. Why Not? (Midnight och Matthew Gerrard) - 3:01
14. Girl Can Rock (bonuslåt) (Midnight och Weston) - 3:05

## Singlar
- Why Not?
- So Yesterday
- Come Clean
- Little Voice